# Fort St. Angelo

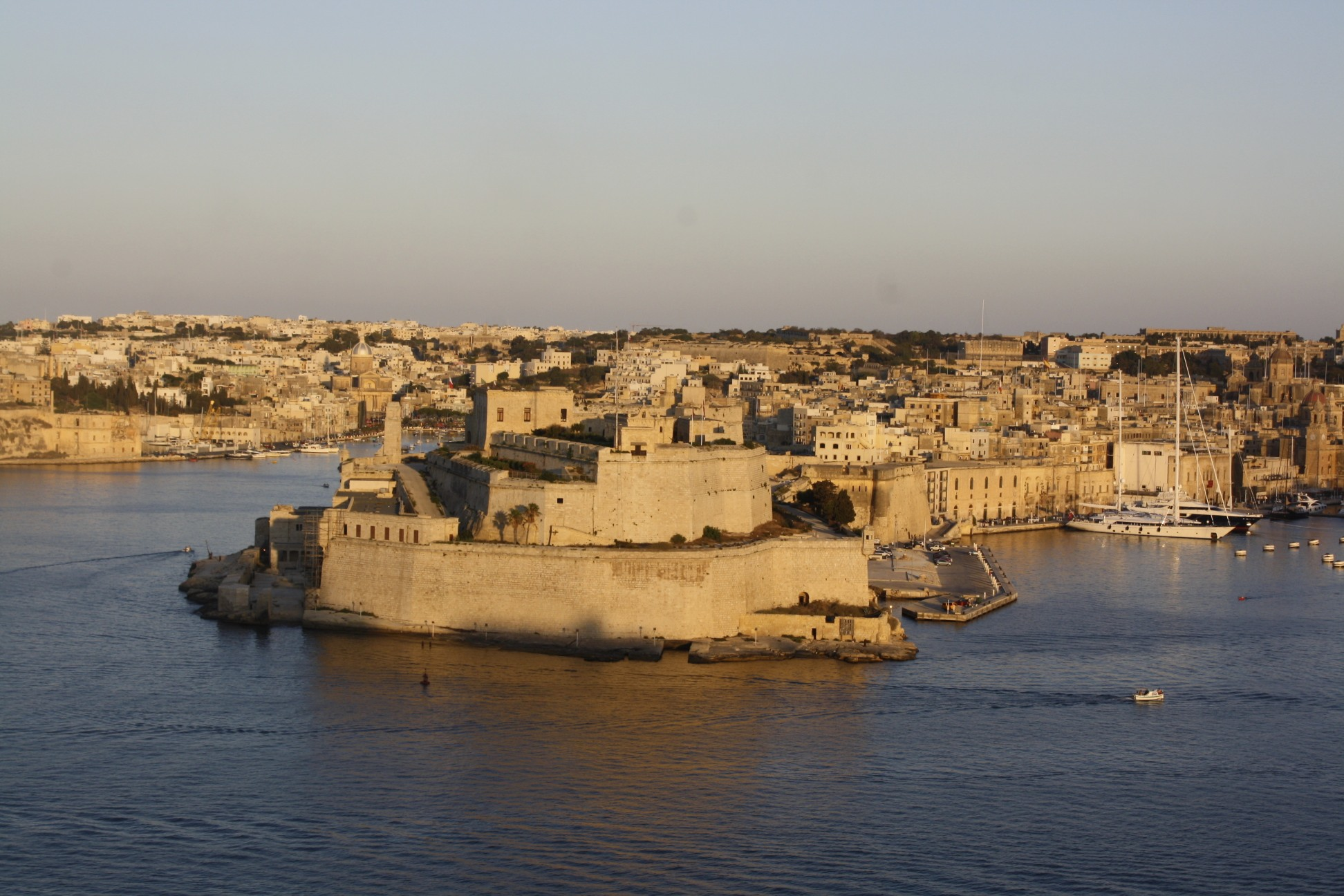
Fort St. Angelo

Das Fort St. Angelo ist eine große Festung in Vittoriosa, Malta, im Zentrum des Grand Harbour.

## Geschichte

### Mittelalter
Der Zeitpunkt der Erbauung ist unbekannt. Prähistorische oder klassische Gebäude werden in der Nähe des Geländes wegen einiger großer Werksteinblöcke sowie einer rötlichen Granitsäule im oberen Bereich der Festung vermutet. Weiterhin ist der Tempel in römischen Texten erwähnt, dieser soll  Juno bzw. Astarte gewidmet gewesen sein. Der Tempel befand sich möglicherweise in der Umgebung der heutigen Festung. Seine Grundsteinlegung wird ebenfalls gerne den Arabern zugeschrieben, für deren Datierung im Jahre 870 n. Chr. existieren allerdings keine konkreten Beweise. al-Himyarī erwähnt aber eine hisn (Festung), die die Araber errichtet haben sollen. Der wahrscheinliche Ursprung als Festung liegt in der Periode des Hoch- bzw. Spätmittelalters. Tatsächlich ernannte der staufische Kaiser Friedrich II. im Jahr 1220 n. Chr.  erstmals seinen eigenen Kastellan für Malta, welcher die Interessen der deutschen Krone in Malta sichern sollte und einen Platz zum Wohnen benötigte.
Die Überreste eines Turmes, welcher auf das 12. Jahrhundert datiert werden kann, ist unter den neueren Bauten gefunden worden. Die erste Erwähnung des Castrum Maris („Burg am Meer“) ist in Dokumenten aus den 1240er-Jahren zu finden, als Paulinus von Malta Herr der Insel war und Giliberto Abate später eine Volkszählung auf der Insel durchführte. Ein weiterer Hinweis zur Burg stammt vom angevinischen Herrscher (1266–83) in dessen Dokumenten es wieder Castrum Maris genannt wird, hier einschließlich einer Liste einer Garnison von 150 Mann, zusammen mit verschiedenen Waffen. Ebenfalls 1274, als die Burg bereits 2 Kapellen besaß, welche heute immer noch existieren, wird sie urkundlich erwähnt. Aus demselben Jahr existiert eine detaillierte Bestandsaufnahme von Waffen und Vorräten der Burg.
Ab 1283 waren die Maltesischen Inseln unter der Herrschaft der aragonesischen Herrscher (obwohl die Burg noch einige Zeit in angevinischer Hand blieb, während der Rest Maltas bereits in aragonesischen Händen war), unter denen die Befestigung hauptsächlich von den Kastellanen (wie der Nava-Familie) benutzt wurde, die die Interessen der aragonesischen Krone sichern sollten. Tatsächlich hatten die Kastellane jedoch keinerlei Zuständigkeit außerhalb der Mauern der Festung.

### Zeit der Johanniter

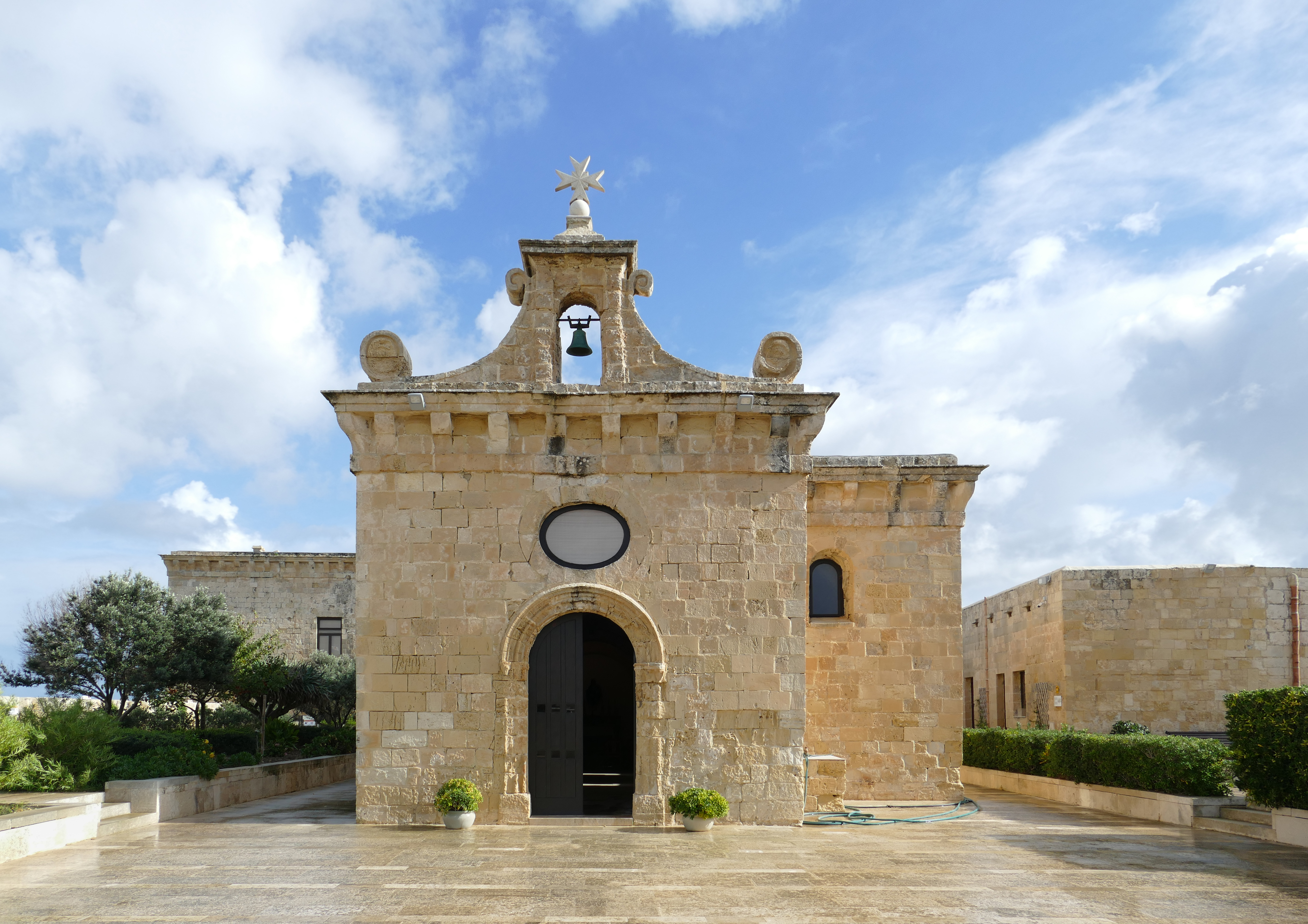
Die St. Anne’s Chapel

Als die Malteser unter Piero de Ponte auf Malta im Jahr 1530 ankamen, entschieden sie sich, sich in Birgu niederzulassen und Fort St. Angelo wurde der Sitz des Großmeisters, was die Renovierung des Hauses des Kastellans und der St. Anne’s Chapel („Kapelle der St. Anna“) notwendig machte.
Die Ritter machten die Festung zu ihrer Hauptbefestigungsanlage, verstärkten und gestalteten sie wesentlich um. Ebenfalls gruben sie einen trockenen Graben mit der Absicht, ihn zu einem Burggraben zu machen. Weiterhin bauten sie 1536 die d’Homedes-Bastion. 1547 wurde eine große Statue in Form eines Ritters hinter der d’Homedes-Bastion erbaut, genauso wie die De-Guirial-Batterie an der Spitze der Festung auf Meerebene, um den Eingang zur Werft zu schützen.
Diese Arbeiten verwandelten die Festung in eine Munitionslager-Festung. Fort St. Angelo widerstand den Osmanen während der Belagerung von Malta, in der eine Seeattacke der Osmanen auf Sciberras auf der einen Seite des Grand Harbour am 15. August 1565 abgewehrt wurde. In der folgenden Zeit bauten die Ritter die befestigte Stadt Valletta auf dem Mount Sciberras auf der anderen Seite des Grand Harbour, wohin das administrative Zentrum der Ritter verlegt wurde.
Es dauerte nur bis 1690, als die Festung unter Adrien de Wignacourt wieder erheblichen Reparaturen unterzogen wurde. Die heutige Form der Festung wird den Arbeiten Carlos de Grunenburghs zugeschrieben, der auch für die Errichtung der 4-Kanonen-Batterie an der Seite der Festung verantwortlich ist.
Durch die Ankunft der Franzosen 1798 wurde die Festung zu einer mächtigen Befestigung mit über 80 Kanonen, von denen 48 auf den Eingang des Hafens gerichtet waren, ausgebaut. Während der kurzen 2-Jahres-Periode der französischen Besetzung diente die Festung als Hauptquartier der Französischen Armee auf Malta und Gozo.

### Die britische Zeit
Mit dem Kommen der Briten auf Malta behielt die Festung ihre Bedeutung als militärische Einrichtung bei, zuerst wurde sie von der Armee genutzt. 1800 waren 2 Bataillone des 35ten Regimentes in der Festung stationiert, jedoch wurde die Festung Anfang des 20. Jahrhunderts von der Royal Navy übernommen und verwaltungstechnisch als Schiff aufgeführt, ursprünglich 1912 als HMS Egremont, als sie eine Basis für die Royal Navy im Mittelmeer (Mittelmeerflotte) war. Im Jahr 1933 wurde die Festung als HMS St Angelo aufgeführt.
Die Briten führten wenige Modifikationen der Festung durch, jedoch errichteten sie im 19. Jahrhundert eine Kasemattenbatterie für drei 9-inch RML-Kanonen und im frühen 20. Jahrhundert ein Kino sowie eine Wasserdestillationsanlage. Während des Zweiten Weltkriegs stand die Festung mit einer Bewaffnung von drei Bofors-Kanonen (bemannt von den Royal Marines und später durch die Royal Malta Artillery) wieder unter Belagerung. Insgesamt erhielt die Festung zwischen 1940 und 1943 69 direkte Treffer. Als die Royal Navy Malta 1979 verließ, wurde die Festung der maltesischen Regierung überlassen. Seitdem wurden Teile der Festung stark vernachlässigt, insbesondere nach dem Scheitern des Vorhabens während der 80er Jahre die Festung in ein Hotel zu verwandeln.

### Gegenwart
Die Nutzung der Festung wurde dem Malteserorden garantiert. Die Garantie umfasst den oberen Teil der Festungsanlage, den Sitz des Großmeisters sowie die Kapelle der St. Anna. Ein entsprechender Vertrag, der dem Orden für diesen Teil der Festung eine beschränkte Exterritorialität einräumt, wurde am 1. November 2001 ratifiziert. Andere Teile der Anlage wurden von der Cottonera Waterfront Group gemietet, einem privaten Konsortium.
Am 5. März 2012 gab die maltesische Regierung bekannt, dass der Europäische Fonds für regionale Entwicklung 13,4 Millionen Euro für die Restaurierung der Festung bewilligt hat. Im Jahr 2015 wurden die Restaurierungsarbeiten abgeschlossen, und die Festung ist seitdem wieder für die Öffentlichkeit zugänglich.

## Galerie

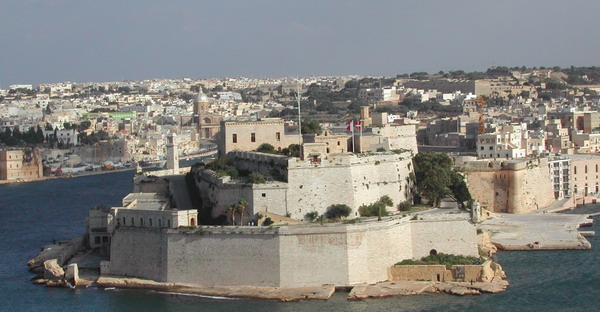
Fort St Angelo, von Valletta aus gesehen
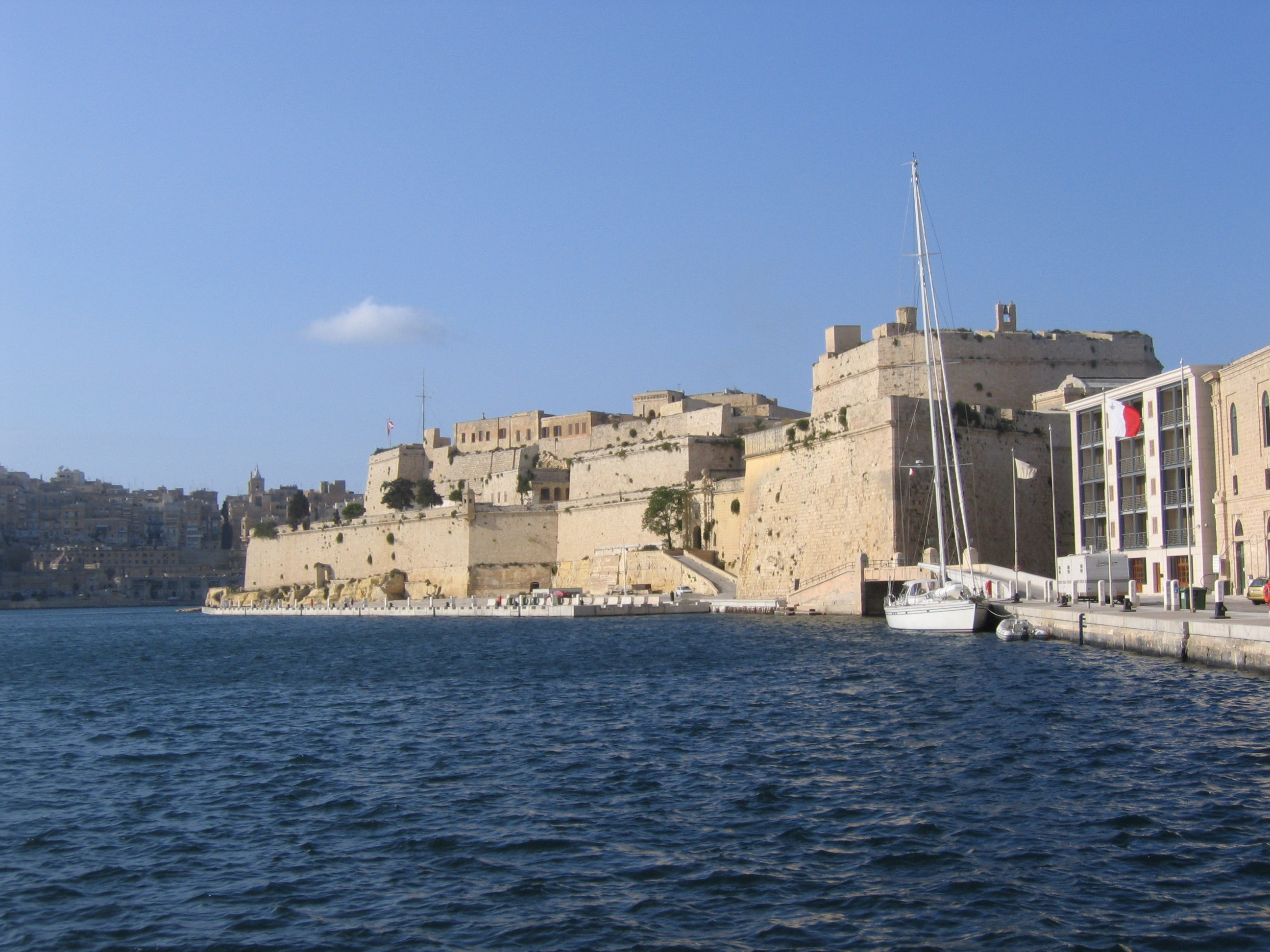
Westliche Seite der Festung, gesehen vom Dockyard Creek
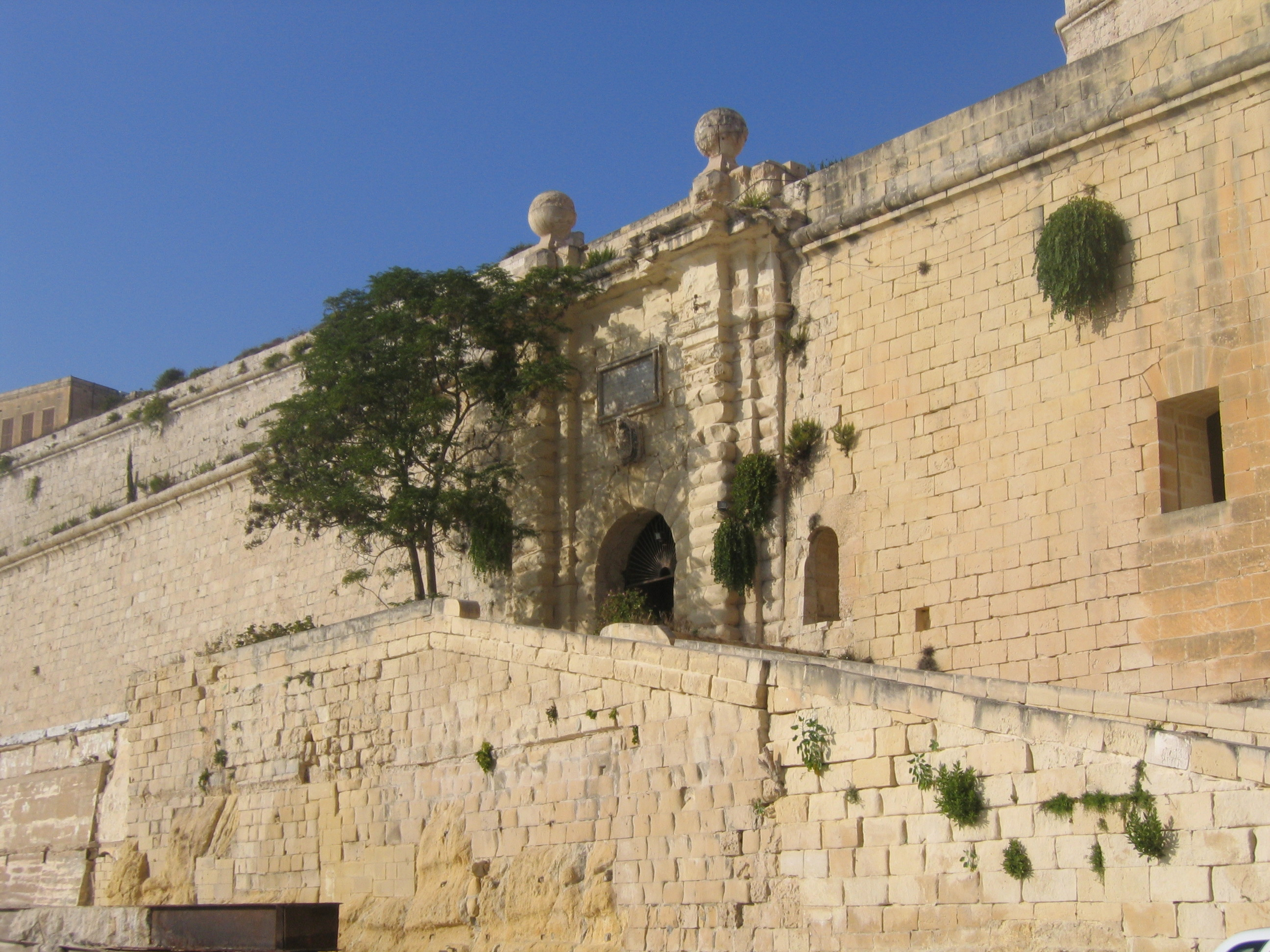
Haupttor
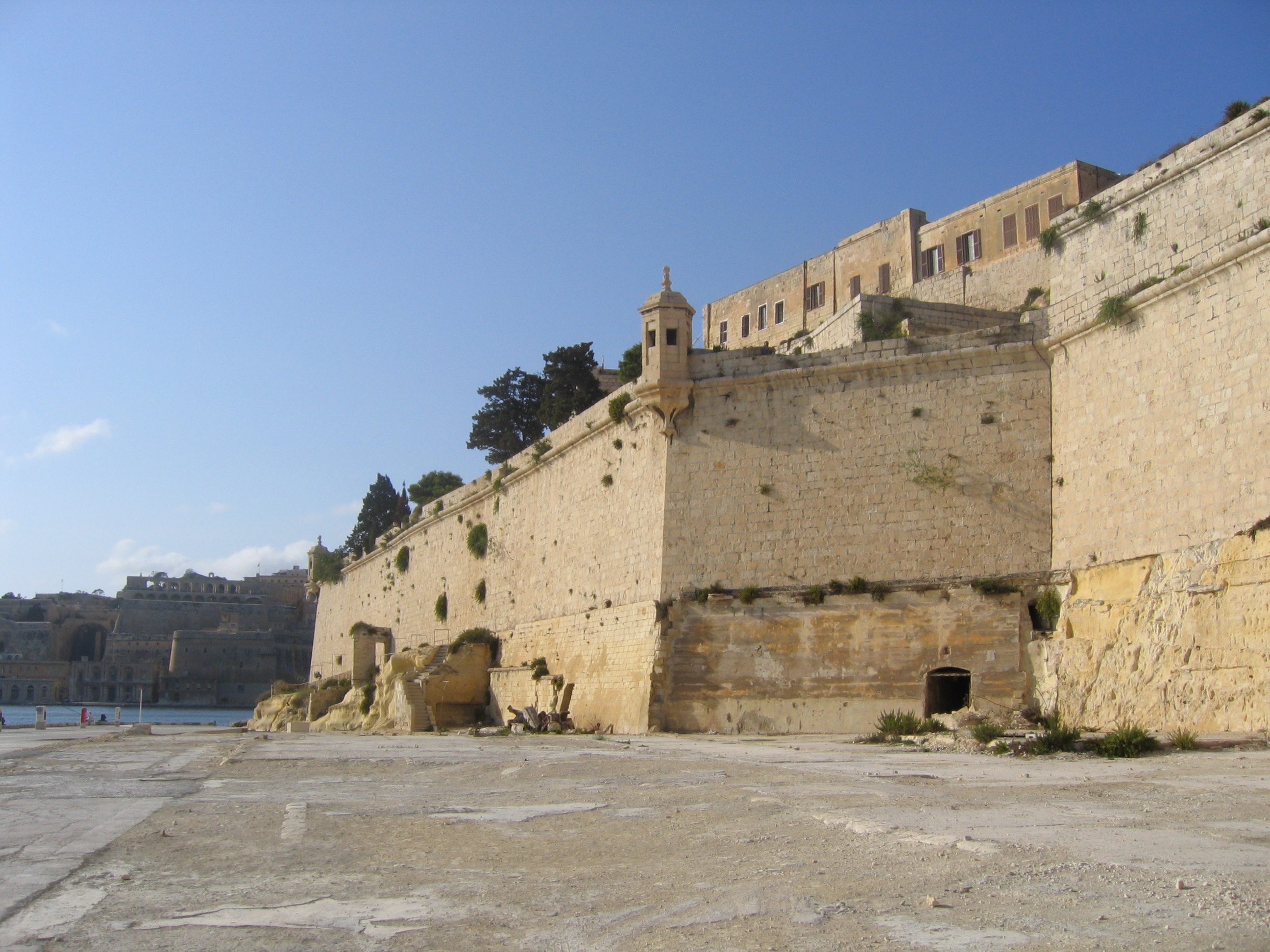
Westliche Seite der seeseitigen Bastion
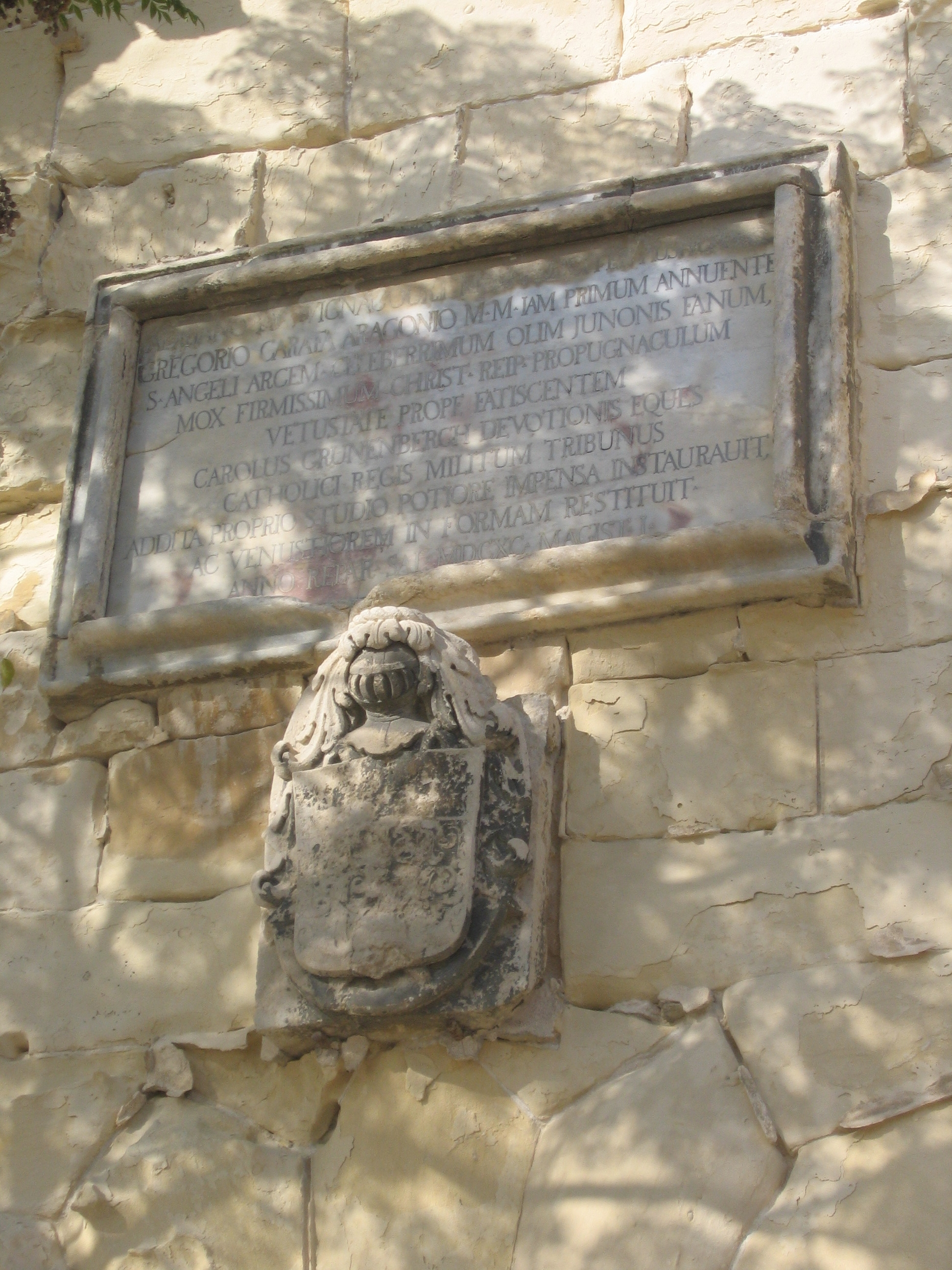
Inschrift über dem Tor
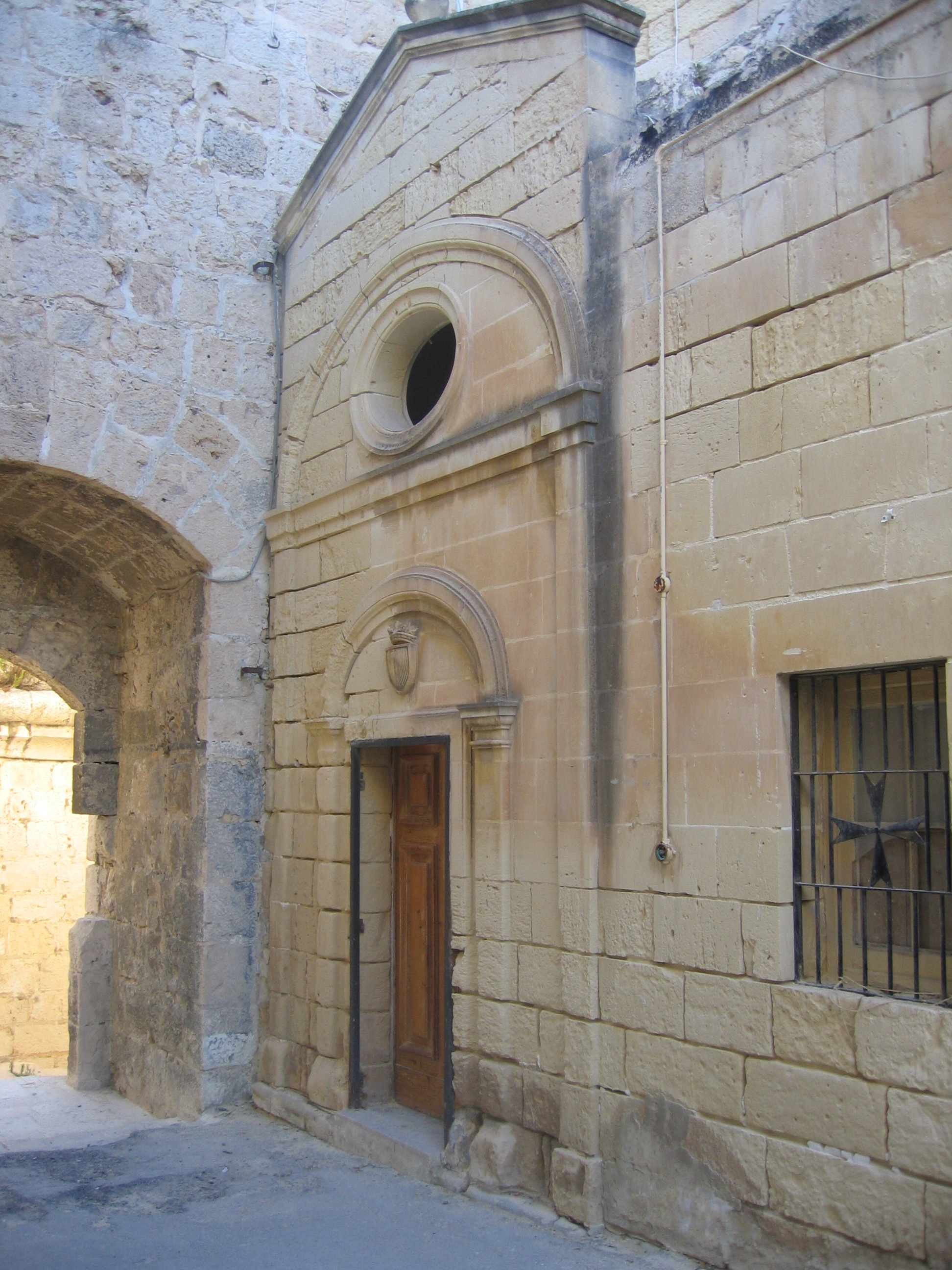
Kapelle